# 安塞爾 (密蘇里州)
安塞爾（英語：Ancell）是位於美國密蘇里州斯科特縣的鬼鎮。

## 歷史
安塞爾的郵局於1912年設立，其後於1960年停運。

## 地理
安塞爾所處的海拔為高於海平面113米（即371英呎），而該地所採用的時區為UTC-6，即北美中部時區（CST）。同時該地設有夏令時間，為UTC-6調快一小時，即UTC-5（CDT）。